# راه‌آهن باکو تفلیس قارص
راه‌آهن باکو–تفلیس–قارص (BTK) یا راه‌آهن باکو-تفلیس-آخالکالک-قارص (BTAK) یک خط راه‌آهن است که به‌طور مستقیم جمهوری آذربایجان، گرجستان و ترکیه را به یکدیگر وصل می‌کند. این پروژه در سال ۲۰۱۷ به پایان رسید.
قطارهای مسافری در این شبکه از ویژگی‌های جدیدی از لحاظ اندازه ریل برخوردار خواهند شد تا با اندازه‌های متفاوت ریل در ترکیه و گرجستان منطبق شوند.
پروژه باکو-تفلیس-قارص برای تکمیل کریدور حمل و نقل ارتباط جمهوری آذربایجان به ترکیه (و در نتیجه آسیای مرکزی و چین به اروپا) از طریق راه‌آهن در نظر گرفته شده‌است. (در اواخر سال ۲۰۱۵ یک قطار در مدت ۱۵ روز از کره جنوبی به استانبول از طریق چین و قزاقستان و آذربایجان و گرجستان سفر کرد— مدت زمانی که به‌طور قابل توجهی کمتر از یک سفر دریایی است) این خط برای حمل و نقل اولیه سالانه با حجم ۶٫۵ میلیون تن در نظر گرفته شده و هدف آن در دراز مدت بیش از ۱۷ میلیون تن است.

## تاریخچه پروژه

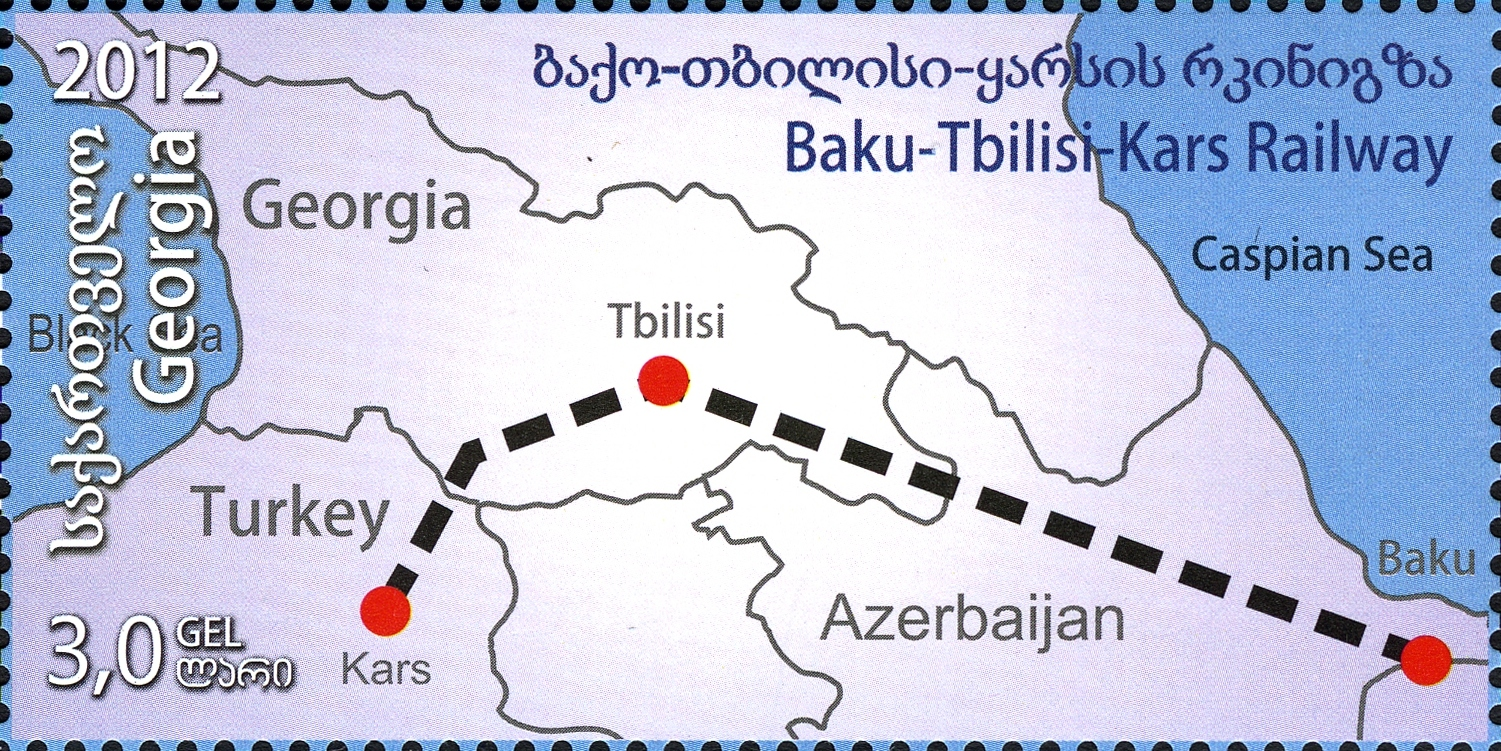
قارص–تفلیس–باکو راه‌آهن در گرجستان، تمبر، ۲۰۱۳

پروژه راه‌آهن بین آذربایجان و ترکیه از طریق گرجستان برای اولین بار در ماه ژوئیه سال ۱۹۹۳ مورد بحث واقع شد. در آن زمان راه‌آهن قارص–گیومری–تفلیس از طریق ارمنستان بسته شد. اتصال‌های جدید راه‌آهن برای ارائه یک مسیر جایگزین راه‌آهن قارص–گیومری–تفلیس در نظر گرفته شد چون استفاده از آن از سال ۱۹۹۳ و هنگامی که ترکیه مرز خود را با ارمنستان برای حمایت از جمهوری آذربایجان در جنگ قره باغ کوهستانی بست، متوقف شد. یک توافق چند جانبه مابین سه کشور در ژانویه ۲۰۰۵ برای ایجاد اتصال ریلی به امضا رسید. به دلیل کمبود بودجه در آن زمان این پروژه تا حدی رها شده بود.
آذربایجان برای ساخت و ساز راه‌آهن در خاک گرجستان، ۲۲۰ میلیون دلار وام به گرجستان با بازپرداخت ۲۵ ساله و نرخ بهره سالانه ۱ درصد ارائه داده‌است. از سپتامبر ۲۰۰۷ صندوق دولتی نفت آذربایجان ۵۰ میلیون دلار قسط این وام را اعطا نمود. اتحادیه اروپا و ایالات متحده در کمک به تأمین مالی یا ترویج خط سر باز زدند، چرا که آن را به عنوان طرحی برای دور زدن ارمنستان محسوب می‌کردند و به جای آن حمایت از بازگشایی از قارص-گیومری-تفلیس راه‌آهن در نظر داشتند. این امتناع از کمک تحت تأثیر فشار کنگره آمریکا از طریق لابی ارمنستان در واشینگتن بود.
در فوریه ۲۰۰۷ در تفلیس، در یک توافق سه مابین آذربایجان، گرجستان و ترکیه برای راه اندازی و ساخت و ساز این راه‌آهن امضا شد. در ۲۱ نوامبر ۲۰۰۷، رئیس‌جمهورهای آذربایجان (الهام علی اف)، گرجستان (میخائیل ساکاشویلی) و ترکیه (عبدلله گل) در طی مراسمی ساخت و ساز راه‌آهن در تفلیس را افتتاح کردند و ساخت اولین ریل در ترکیه در ژوئیه سال ۲۰۰۸ از قارص آغاز شد.
این خط آهن در تاریخ ۳۰ اکتبر ۲۰۱۷ با حضور سران این سه کشور به صورت رسمی افتتاح و آغاز به کار کرد.